# Икэно Тайга
Икэно Тайга (яп. 池大雅, род. 1723, Киото — ум. 1776, Эдо) — японский художник и каллиграф.
Икэно Тайга жил в период Эдо. Совместно с поэтом и художником Ёсой Бусоном развил и усовершенствовал жанр нанга (бундзинга). Большинство его работ указывают на влияние классической китайской культуры и революционное внедрение новой техники в традиционную японскую живопись. Как бундзин (человек письма), Икэ вращался в самых высоких аристократических и культурных кругах Киото и других городов Японии.
Будущий художник родился в бедной крестьянской семье. После рождения Икэ его отец устроился на работу на серебряный рудник, однако когда мальчику исполнилось 3 года, скончался. Мать сумела дать сыну классическое японское и китайское образование. В возрасте 6 лет мальчик начинает изучать каллиграфию и религиозные дисциплины при буддийском храме Мампуку-дзи в Киото. В 14 лет он становится профессиональным художником и каллиграфом, однако продолжает совершенствовать своё мастерство. В 1738 году Икэ поступает учеником к Янагисаве Киэну, известному в своё время мастеру. В 1743 году художник принимает имя Икэ, сократив свою фамилию Икэно (яп. 池野) в качестве подражания китайцам, у которых фамилии чаще всего состояли из одного иероглифа.
В начале 1740-х годов Икэ приобретает художественную лавку в Киото, вокруг которой группируются его единомышленники. В это же время он знакомится с поэтом и художником Ёсой Бусоном, ставшим другом Икэ. В 1746 году Икэ женится на владелице чайного домика, а 2 года спустя совершает серию путешествий по Японии. Побывав в Канадзаве, Никко и у горы Фудзи, художник селится в Эдо. Здесь он создаёт много полотен и каллиграфических шедевров, а также знакомится с голландской манерой живописи (рангаку).
Супругой художника стала Икэ Гёкуран — художница в стиле бундзинга (яп. 文人画, «живопись учёных»), каллиграфист и поэтесса. Супруги часто делали совместные работы, оказывая взаимное влияние на творчество и стили друг друга.
Многие из работ Икэно Тайга входят в число Национальных сокровищ Японии.